# Teatro dell'Opera di Roma
El Teatro dell'Opera, conegut històricament com a teatre Costanzi, és un teatre d'òpera de Roma (Itàlia). Va ser inaugurat el 27 de novembre de 1880 en presència del rei Humbert I d'Itàlia i de la reina Margarida Teresa amb la Semiramide de Rossini, i ha estat seu d'importants estrenes.

## Història
El teatre de l'Òpera de Roma va ser originalment conegut com el Teatre Costanzi pel seu constructor, l'empresari Domenico Costanzi (1810-1898). Va ser finançat privadament per Constanzi, qui li va encarregar el projecte a l'arquitecte milanès Achille Sfondrini (1836-1900), un especialista en la construcció i renovació de teatres. Sfondrini va prestar especial atenció en el seu projecte a l'acústica de la sala, que originalment tenia un aforament de 2.212 espectadors, planta de ferradura, tres pisos de llotges, un amfiteatre i dues galeries, que culminaven en una cúpula decorada amb frescos d'Annibale Brugnoli.
Costanzi es va encarregar personalment de la gestió del teatre, i durant el seu mandat es van produir importants estrenes mundials, com el de Cavalleria rusticana, de Pietro Mascagni. A la mort de Costanzi, el seu fill Enrico es va fer càrrec de l'empresa del teatre, produint-se en la seva etapa el major esdeveniment de la història del teatre: l'estrena de Tosca, de Giacomo Puccini (14 de gener de 1900).
En 1907, el Teatre Costanzi va ser adquirit per l'empresari Walter Mocchi. A partir de 1912, l'esposa de Mocchi, la soprano Emma Carelli es va encarregar de la direcció. Durant la seva gestió es pot destacar la primera representació a Itàlia de Parsifal, de Wagner, i la visita dels Ballets Russes de Diaghilev.
En 1926 el teatre va ser adquirit per l'Ajuntament de Roma, que va canviar el seu nom a Teatre Reale dell'Opera. Va ser parcialment reconstruït, i reobert el 27 de febrer de 1928 amb Il Nerone, d'Arrigo Boito. la reconstrucció va consistir, fonamentalment, en la demolició de l'amfiteatre, per afegir un quart pis de llotges, la redecoració de tota la sala, a més de la instal·lació d'un gran llum, de cristall de Murano, de 6 metres de diàmetre. A més, a l'exterior, es va obrir una nova entrada principal en l'actual Piazza Beniamino Gigli.
Després de la proclamació de la república, el nom del teatre es va canviar a Teatre dell'Opera. En 1958, amb motiu de la celebració dels Jocs Olímpics en 1960, es va escometre una segona reconstrucció, que va canviar radicalment l'estil de l'exterior, construint la façana actual, l'entrada i el foyer. Mantenint la llegendària acústica de la sala, es va restaurar la decoració en estuc, es va instal·lar un sistema de condicionament d'aire, es va eixamplar el prosceni i es va deixar l'aforament en les actuals 1.600 butaques.

### Seus de la companyia
Actualment, la temporada de l'Òpera de Roma té la seu principal en l'antic Teatre Costanzi, encara que algunes representacions, principalment ballet i concerts, s'han traslladat al recentment restaurat Teatre Nazionale, un antic cinema situat en la Piazza del Viminale, a pocs metres del Costanzi. D'altra banda, des de 1937 es duu a terme una temporada estival de representacions a l'aire lliure en l'escenari aixecat en les Termes de Caracalla.